# Райлі Рід
Райлі Рід (англ. Riley Reid; нар. 9 липня 1991, Маямі-Біч, Флорида, США) — американська порноакторка.

## Порноіндустрія
В порноіндустрію увійшла 2011 року у віці 19 років, використовувала псевдонім Пейдж Райлі. Її перша сцена була у фільмі «Brand New Faces 36: Natural Newbies Edition» компанії «Vivid Entertainment».
2013 року таблоїд «LA Weekly» включив Рід до списку «10 порнозірок, які можуть стати наступною Дженною Джеймсон» (англ. 10 Porn Stars Who Could Be the Next Jenna Jameson) на восьмій позиції. Вона також була включена до списку CNBC найпопулярніших порноакторок «The Dirty Dozen: Porn's Most Popular Stars».

## Премії та номінації
| Рік  | Церемонія        | Результат | Нагорода | Робота                            |
| ---- | ---------------- | --------- | --- | --------------------------------- |
| 2012 | Nightmoves Award | Перемога  | Best New Starlet (Editor's Choice)                                                                                 | Н/Д                               |
| 2012 | Urban X Award    | Номінація | Best 3 Way Sex Scene (з Лейлані Ліенн та Ешлі Джейн)                                                               | Revenge of the Petites            |
| 2013 | AVN Award        | Номінація | Best All-Girl Group Sex Scene (з Лейлані Ліенн та Ешлі Джейн)                                                      | Revenge of the Petites            |
| 2013 | AVN Award        | Номінація | Best Boy/Girl Sex Scene (з Voodoo)                                                                                 | Ultimate Fuck Toy: Riley Reid     |
| 2013 | AVN Award        | Номінація | Best New Starlet                                                                                                   | Н/Д                               |
| 2013 | AVN Award        | Номінація | Best POV Sex Scene (з Лілі Картер і Джулз Джордан)                                                                 | Ultimate Fuck Toy: Riley Reid     |
| 2013 | TLA RAW Award    | Перемога  | Best Female Newcomer (поділена з Ремі Лакруа)                                                                      | Н/Д                               |
| 2013 | XBIZ Award       | Перемога  | Best New Starlet                                                                                                   | Н/Д                               |
| 2013 | XBIZ Award       | Номінація | Best Actress — Feature Movie                                                                                       | The Friend Zone                   |
| 2013 | XBIZ Award       | Номінація | Best Actress — Couples-Themed Release                                                                              | The Friend Zone                   |
| 2013 | XBIZ Award       | Номінація | Best Scene — Feature Movie (з Ентоні Росано)                                                                       | The Friend Zone                   |
| 2013 | XRCO Award       | Номінація | New Starlet | Н/Д                               |
| 2013 | XRCO Award       | Номінація | Cream Dream | Н/Д                               |
| 2014 | AVN Award        | Номінація | Best All-Girl Group Sex Scene (з Сісі Роудс, Джоді Тейлор, Мелоді Джордан і Лотус Лейн)                            | The Seduction of Riley Reid       |
| 2014 | AVN Award        | Перемога  | Best Boy/Girl Sex Scene (з Мандінго)                                                                               | Mandingo Massacre 6               |
| 2014 | AVN Award        | Перемога  | Best Girl/Girl Sex Scene (з Ремі Лакруа)                                                                           | Girl Fever                        |
| 2014 | AVN Award        | Номінація | Best Group Sex Scene (з Ешлі Фаєрз, Ремі Лакруа, Ділліон Гарпер, Аніккою Олбрайт, Мішею Брукс і Мануелем Феррарою) | Manuel Ferrara's Reverse Gangbang |
| 2014 | AVN Award        | Номінація | Best Oral Sex Scene (з Аніккою Олбрайт)                                                                            | American Cocksucking Sluts 3      |
| 2014 | AVN Award        | Номінація | Best POV Sex Scene (з Ксандер Корвус)                                                                              | Schoolgirl POV 9                  |
| 2014 | AVN Award        | Номінація | Best Tease Performance                                                                                             | Best New Starlets 2013            |
| 2014 | AVN Award        | Номінація | Best Three-Way Sex Scene — B/B/G (з Прінсом Яшуа та Лексінгтоном Стілом)                                           | Lex Poles Little Holes            |
| 2014 | AVN Award        | Перемога  | Best Three-Way Sex Scene — Girl/Girl/Boy (з Ремі Лакруа та Мануелем Феррарою)                                      | Remy 2                            |
| 2014 | AVN Award        | Номінація | Найкраща виконавиця року                                                                                           | Н/Д                               |
| 2014 | XBIZ Award       | Перемога  | Female Performer of the Year                                                                                       | Н/Д                               |
| 2014 | XBIZ Award       | Перемога  | Best Actress — Parody Release                                                                                      | Grease XXX: A Parody              |
| 2014 | XBIZ Award       | Перемога  | Best Supporting Actress                                                                                            | The Submission of Emma Marx       |
| 2015 | AVN Awards       | Номінація | Best Boy/Girl Sex Scene (з Рамоном Номаром)                                                                        | Sweet Petite                      |
| 2015 | AVN Awards       | Номінація | Best Solo/Tease Performance                                                                                        | Sweet Petite                      |
| 2015 | AVN Awards       | Номінація | Best Oral Sex Scene                                                                                                | Cum Crossfire                     |
| 2015 | AVN Awards       | Номінація | Best Three-Way Sex Scene — G/G/B (з Сарою Лав і Джеймсом Діном)                                                    | Oil Overload 11                   |
| 2015 | AVN Awards       | Номінація | Найкраща виконавиця року                                                                                           | Н/Д                               |
| 2015 | AVN Awards       | Номінація | Best Porn Star Website                                                                                             | RileyReid.com                     |
| 2016 | AVN Awards       | Номінація | Best All-Girl Group Sex Scene (з Айдрою Фокс і Ремі ЛаКруа)                                                        | Meet Aidra Fox                    |
| 2016 | AVN Awards       | Перемога  | Best Anal Sex Scene (з Міком Блю)                                                                                  | Being Riley                       |
| 2016 | AVN Awards       | Перемога  | Best Double Penetration Sex Scene (з Джеймсом Діном і Еріком Евергардом)                                           | Being Riley                       |
| 2016 | AVN Awards       | Перемога  | Best Girl/Girl Sex Scene (with Aidra Fox)                                                                          | Being Riley                       |
| 2016 | AVN Awards       | Номінація | Best Group Sex Scene (з Веруцою Джеймс, Валентиною Наппі, Саммер Брілл, Рейчелл Раян і Принсом Яшуа)               | Prince the Punisher               |
| 2016 | AVN Awards       | Номінація | Best Solo/Tease Performance                                                                                        | Bush 4                            |
| 2016 | AVN Awards       | Номінація | Best Three-Way Sex Scene — B/B/G (з Нетом Терхером і Джоном Джоном)                                                | Interracial Ambush                |
| 2016 | AVN Awards       | Номінація | Best Three-Way Sex Scene — G/G/B (з Ромі Рейн і Ксандером Корвусом)                                                | My Sinful Life                    |
| 2016 | AVN Awards       | Перемога  | Найкраща виконавиця року                                                                                           | Н/Д                               |
| 2016 | AVN Awards       | Перемога  | Favorite Female Performer (Fan Award)                                                                              | Н/Д                               |
| 2016 | AVN Awards       | Перемога  | Social Media Star (Fan Award)                                                                                      | Н/Д                               |